# The Plain Dealer (Zeitung)
The Plain Dealer ist eine Tageszeitung aus Cleveland im US-Bundesstaat Ohio. Sie gehört zur Mediengruppe Advance Publications und ist mit rund 300.000 verkauften Exemplaren an Werktagen sowie rund 400.000 an Sonntagen die auflagenstärkste Tageszeitung in Ohio. Die Zeitung gewann zweimal den Pulitzer-Preis, 1953 für eine Karikatur und 2005 in der Kategorie Kommentar.

## Geschichte
Der Plain Dealer erschien erstmals am 7. Januar 1842, zunächst als Wochenzeitung, ab 7. April 1845 schließlich als tägliche Abendzeitung. Ab 16. März 1885 erschien zusätzlich eine Morgenausgabe. Nach Ende der Abendausgabe 1905 wurde der Plain Dealer schließlich zur reinen Morgenzeitung, die sie bis heute ist.
Der Plain Dealer stand ursprünglich den Demokraten nahe. Um 1940 erfolgte ein deutlicher politischer Schwenk hin zu den Republikanern. Dies geschah allerdings genau entgegengesetzt zu den politischen Strömungen in der Stadt, die sich während des New Deal mehrheitlich von den Republikanern abwandte und zu einer Hochburg der Demokraten wurde. Anfang der 1960er Jahre wurde aber durch erneute Umstrukturierungen in der Redaktion wieder eine gewisse politische Balance erreicht.
In den folgenden Jahren stieg der Plain Dealer zur größten Tageszeitung in der Region auf. 1968 überholte er die bis dahin führende Tageszeitung, die Cleveland Press. Seit deren Einstellung 1982 ist der Plain Dealer die nunmehr einzig verbliebene Tageszeitung im Raum Cleveland. Einer der bekanntesten Autoren der Zeitung war die Musikkritikerin Jane Scott (1919–2011).
Die Redaktion des Plain Dealer liefert die meisten Meldungen für die regionale Nachrichten-Website cleveland.com, die ebenfalls zur Mediengruppe Advance Publications gehört.